# Medvidići
Medvidići is een plaats in de gemeente Sveti Lovreč in de Kroatische provincie Istrië. De plaats telt 34 inwoners (2001).